# Campeonato Sul-Americano de Futebol de 1955
O Campeonato Sul-Americano de Futebol de 1955 foi a 23ª edição da competição entre seleções da América do Sul realizado entre 27 de fevereiro e 30 de março de 1955. 
Participaram da disputa seis seleções: Argentina, Chile, Equador, Paraguai, Peru e Uruguai. A sede do torneio foi o Chile. As seleções jogaram entre si em turno único. A Argentina foi a campeã. 
A competição marcou o fim do boicote argentino às competições internacionais. No entanto, Bolívia, Brasil e Colômbia não participaram do torneio.
A final entre Chile e Argentina foi marcada pela tragédia. Com seis mortos e mais de 500 feridos devido a queda de uma galeria do Estádio Nacional antes da decisão. Mesmo assim, a final foi disputada.

## Organização

### Sede
| Santiago                       |
| ------------------------------ |
| Estadio Nacional               |
| Capacidad: 50.000 espectadores |
|                                |

## Tabela
- Chile 7-1  Equador
- Argentina 5-3  Paraguai
- Chile 5-4  Peru
- Uruguai 3-1  Paraguai
- Argentina 4-0  Equador
- Chile 2-2  Uruguai
- Peru 4-2  Equador
- Argentina 2-2  Peru
- Paraguai 2-0  Equador
- Chile 5-0  Paraguai
- Peru 1-1  Paraguai
- Uruguai 5-1  Equador
- Argentina 6-1  Uruguai
- Peru 2-1  Uruguai
- Argentina 1-0  Chile

## Classificação
| Equipo    | Pts | PJ | PG | PE | PP | GF | GC | Dif |
| --------- | --- | -- | -- | -- | -- | -- | -- | --- |
| Argentina | 9   | 5  | 4  | 1  | 0  | 18 | 6  | 12  |
| Chile     | 7   | 5  | 3  | 1  | 1  | 19 | 8  | 11  |
| Peru      | 6   | 5  | 2  | 2  | 1  | 13 | 11 | 2   |
| Uruguai   | 5   | 5  | 2  | 1  | 2  | 12 | 12 | 0   |
| Paraguai  | 3   | 5  | 1  | 1  | 3  | 7  | 14 | -7  |
| Equador   | 0   | 5  | 0  | 0  | 5  | 4  | 22 | -18 |

| Campeonato Sul-Americano de Futebol de 1955 |
| ------------------------------------------- |
| Argentina Campeão (10º título)              |

### Goleadores
| Jogador             | Seleção | Gols |
| ------------------- | ------- | ---- |
| Rodolfo Micheli     | ARG     | 7    |
| Óscar Gómez Sánchez | PER     | 6    |
| Enrique Hormazábal  | CHI     | 6    |
| Máximo Rolón        | PAR     | 5    |

### Melhor jogador do torneio
- Enrique Hormazábal